# منتخب إسرائيل تحت 21 سنة لكرة القدم
منتخب إسرائيل تحت 21 سنة لكرة القدم هو الممثل الرسمي لـ إسرائيل في بطولات كرة القدم تحت 21 سنة. يشارك الفريق في بطولة أوروبا تحت 21 لكرة القدم التي تقام كل عامين.